# Partido judicial de Ejea de los Caballeros
El Partido Judicial de Ejea de_los_Caballeros, es el partido judicial n.º 5 de la provincia de Zaragoza en la comunidad autónoma de Aragón.
El ámbito territorial, que viene regulado por el Real Decreto 529/1983, de 9 de marzo, comprende los municipios de: Ardisa, Artieda, Asín, Bagüés, Biel, Biota, Castejón de Valdejasa, Castiliscar, Ejea de los Caballeros, Erla, El Frago, Isuerre, Layana, Lobera de Onsella, Longás, Luesia, Luna, Marracos, Mianos, Murillo de Gállego, Navardún, Orés, Las Pedrosas, Piedratajada, Los Pintanos, Pradilla de Ebro, Puendeluna, Remolinos, Sádaba, Salvatierra de Esca, Santa Eulalia de Gállego, Sierra de Luna, Sigüés, Sos del Rey Católico, Tauste, Uncastillo, Undués de Lerda, Urriés y Valpalmas.